# Stormossen Mickelsrud västra
Stormossen Mickelsrud västra este o arie protejată (arie specială de conservare — SAC, sit de importanță comunitară — SCI) din Suedia întinsă pe o suprafață de 70,8 ha, integral pe uscat.

## Localizare
Centrul sitului Stormossen Mickelsrud västra este situat la coordonatele 59°08′27″N 14°17′46″E / 59.1409°N 14.2962°E.

## Înființare
Situl Stormossen Mickelsrud västra a fost declarat sit de importanță comunitară în mai 2006 pentru a proteja un număr necunoscut de specii din flora spontană și fauna sălbatică aflate în arealul zonei. Situl a fost protejat și ca arie specială de conservare în ianuarie 2014.

## Biodiversitate
Situată în ecoregiunea boreală, aria protejată conține 1 habitat natural: Turbării active.
La baza desemnării sitului se află un număr nedeclarat de specii protejate.